# Marguerite Comert
Marguerite Comert (también conocida como Marguerite Malteste), fue una mujer de letras francesa nacida en Guadalupe el 26 de diciembre de 1873 y fallecida en Neuilly-sur-Seine el 3 de noviembre de 1964 (a los 90 años). Entre sus obras destacan los cuentos y la poesía.

## Biografía
Marguerite Comert (1873-1964) nació en Basse-Terre, Guadalupe, siendo hija del intendente militar Louis Comert. Años más tarde se casaría con el poeta y dibujante Henry Malteste (1870-1920). Es por eso que se la puede conocer tanto como por Marguerite Comert como por Marguerite Malteste.
La mayor parte de la obra de esta escritora francesa son cuentos o relatos cortos de temática romántica y en los que la acción se desarrolla durante la época contemporánea de la escritora. Además de su extensa obra narrativa, también se desarrolló en el campo de la poesía. Tras sus primeras recopilaciones (Comme on pleure à vingt ans ! de 1896, L’Âme et la mort de 1898 y Le Cœur nostalgique de 1903), tuvieron que pasar más de treinta años para que publicara Poêmes du retour eternel en 1936, y L’Île des morts en 1938. Es de señalar que recibió el premio de poesía Archon-Despérouses por Le cœur nostalgique.
Toda su obra se caracteriza por un tono íntimo y confidencial dirigido normalmente a las lectoras. Estas mujeres de la época podían identificarse con su lírica y con las historias de cotidianidad narradas. Además recibían un aprendizaje vital a través de las moralejas finales de los cuentos que daban lecciones de ética social.
Cabe destacar las palabras que Marguerite Comert escribió en un autógrafo. Este se encuentra recogido en una antología que recibe el nombre de Pax Mundi y que reúne mil manuscritos de personalidades de la época. Fue una compilación iniciada entre 1925 y 1930 por la Liga Mundial por la Paz. Escribió lo siguiente: « De tous les biens que convoitent les hommes, la paix est celui auquel ils renoncent le plus facilement. Souhaitons que l'avenir apporte un démenti à ce fait qui se vérifie depuis le commencement de l'Histoire. ». En español: « De todos los bienes que los hombres desean, la paz es al que renuncian con más facilidad. Deseemos que el futuro traiga un desmentir a este hecho que se verifica desde el inicio de la Historia ».

## Obras
- Comme on pleure à vingt ans !, Paris, L. Vanier, 1896
- L’Âme et la mort, Paris, A. Lemerre, 1898
- Le Cœur nostalgique, Paris, 1903
- Les Grimaces de l’amour, Paris, C. Lévy, 1910
- L’Appuyée, Paris, C. Levy, 1911
- La Puissance des autres, Paris, 1912
- Erôs rédempteur, Paris, C. Lévy, 1920
- Mes images… 3ª edición, Paris, 1922
- Couleur du temps passé, Paris, 1930
- La Victoire de l’amour, Paris, 1931
- L’École du plaisir. Paris, 1932
- Poèmes du retour éternel, Paris, 1936
- Le Soir de l’orage, Radio-Paris, 1936
- Suzanne institutrice, Paris, 1938
- Premières armes, Paris, 1938
- Histoire de la petite Grete Gotte, ou pourquoi les mort ne reviennent pas, Paris, 1938
- L’Île des morts, Mesnil-sur-l’Estrée, impr. Firmin-Didot ; Paris, Firmin-Didot, 1938
- Premières armes, Paris, 1938
- Nelly, roman de l’au-delà, Toulouse, Paris,1945
- Le Maître des jardins d’Angkor,con 12 ilustraciones de Pol Ferjac, Paris, 1946
- La Conversion au bonheur, Paris : Ediciones de Flore, 1948
- Cent sous les beaux vers. Opus 1 [-4], Paris, Debresse,1948
- Cent sous les beaux vers. Opus V [-XII] Paris, Debresse,1948
- Cent sous les beaux vers. Opus 5 [-12] Paris, Debresse,1948